# Forrest Gander
Forrest Gander (Barstow, 21 gennaio 1956) è un poeta, saggista e traduttore statunitense.

## Biografia
Nato in California e cresciuto in Virginia, Forrest Gander ha studiato geologia al College of William & Mary e scrittura creativa alla San Francisco State University. Ha insegnato al Providence College, ad Harvard e attualmente è professore di letterature comparate all'Università Brown.
Dal 1988 al 2021 ha pubblicato undici raccolte poetiche, due romanzi, una raccolta di saggi e traduzioni in inglese di opere di Pablo Neruda, Gōzō Yoshimasu, Coral Bracho e Jaime Saenz. Membro dell'American Academy of Arts and Science, Forrest Gander ha vinto il Premio Pulitzer per la poesia nel 2019 per la sua raccolta Be With.
Forrest Gander è stato sposato con CD Wright dal 1983 alla morte della donna nel 2016; la coppia ha avuto un figlio.

## Opere (parziale)

### Poesia
- Rush to the Lake, 1988. ISBN 0914086790
- Lynchburg, 1993. ISBN 0822937468
- Deeds of Utmost Kindness, 1994. ISBN 0819512125
- Science & Steepleflower, 1998. ISBN 0811213811
- Torn Awake, 2001. ISBN 0811214869
- The Blue Rock Collection, 2004. ISBN 1844710459
- Eye Against Eye, 2005. ISBN 9780811216357
- Core Samples from the World, 2011. ISBN 0811218872
- Eiko & Koma, 2013. ISBN 081122094X
- Be With, 2018. ISBN 0811226050

Essere Con, trad. di Alessandro De Francesco, 2020. ISBN 9788898222476
- Twice Alive, 2021. ISBN 9780811230292

### Romanzi
- The Trace, 2014. ISBN 9780811224864
- As a Friend, 2008. ISBN 9780811217453

### Saggistica
- A Faithful Existence: Reading, Memory and Transcendence (Counterpoint, 2005). ISBN 159376071X